# Бојан Јокић
Бојан Јокић (Крањ, 17. мај 1986) је бивши словеначки фудбалер српског порекла Играо је на позицији левог бека.

## Успеси
Горица
- Прва лига Словеније: 2005/06.[6]

 Сошо
- Суперкуп Француске: (финале: 2007)[7]